# Вилхелм Фридман Бах
Вилхелм Фридман Бах (Вајмар, 22. новембар 1710 — Берлин, 1. јул 1784) је био немачки композитор из чувене музичке породице Бах. Био је најстарији син Јохана Себастијана и Марије Барбаре Бах. Од 1746. до 1762. радио је као оргуљаш Богородичне цркве у Халеу, па га зову и Бах из Халеа. Иако је био славан као оргуљаш, импровизатор и композитор, живот је завршио у сиромаштву.
Писао је црквене кантате и инструментална дела (фуге, полонезе и фантазије за клавир, дуете за флауте). У своја дела је уносио елементе контрапункта које је научио од оца.